# Schwechat (řeka)
Schwechat je 62 km dlouhá řeka ve východní části Dolních Rakous. Pramení na Schöpflu (893 m) ve Vídeňském lese, teče východním směrem, a krátce je pojmenována na Alland.

## Průběh toku
Pramen řeky vytvářejí potoky Großkrottenbach, Riesenbach, Lammeraubach, Kleinkrottenbach, Agsbach a Hainbach (od jihu na sever ve směru hodinových ručiček), všechny se v Klausen-Leopoldsdorf stékají a vytvářejí řeku Schwechat.
Pojmenování pochází od "schwechant", což znamená "zapáchající". Původní přívlastek nebyl od znečištění koupáním, ale od sirných pramenů tekoucích do řeky.
Protéká přes Helenental a Baden dolů do Vídeňské pánve, kde je voda využívána pro průmysl.
V Achau ústí do Schwechatu Mödlingbach a konečně se spojí s řekou Liesing, dále s řekou bohatou na vodu Triesting a malou říčkou Kalter Gang ve Schwechatu. Východně od Mannswörthu u Schwechatu se vlévá do Dunaje, kde plyne v posledním starém dunajském rameni zvaném Zieglerwasser.
Při svém ústí řeka Schwechat dosahuje průtoku 7,9 m³ za sekundu.
Zvláštností je zavodňování zámeckého parku v Laxenburgu. Dostává vodu nepochopitelně nikoliv ze Schwechatu, ale u Münchendorfu z Triestingu. Tato voda teče otevřeným kanálem, zřízeným v roce 1801 a přechází Schwechat po můstku. Vypouštění vody se děje potom přes Hahnenwiesbach do Schwechatu.